# Órix-do-cabo
O guelengue ou órix-do-cabo (Oryx gazella), ou simplesmente órix, é um grande antílope africano. É também chamado de guelengue-do-deserto. Habita desertos e planícies áridas, juntando-se frequentemente em grandes manadas. A sua pelagem é acinzentada, parecendo mais ou menos acastanhada dependendo da incidência da luz.
O guelengue é retratado no brasão de armas da Namíbia, onde a população atual da espécie é estimada em 373.000 indivíduos. 
No estado de New Mexico, no Estados Unidos, entre 1969 e 1977, um total de 95 individuos da espécie Oryx gazella foram trazidas para o Campo de Teste de Mísseis de White Sands e sua vizinhança, onde a populacão atual decendida deles é de milhares.

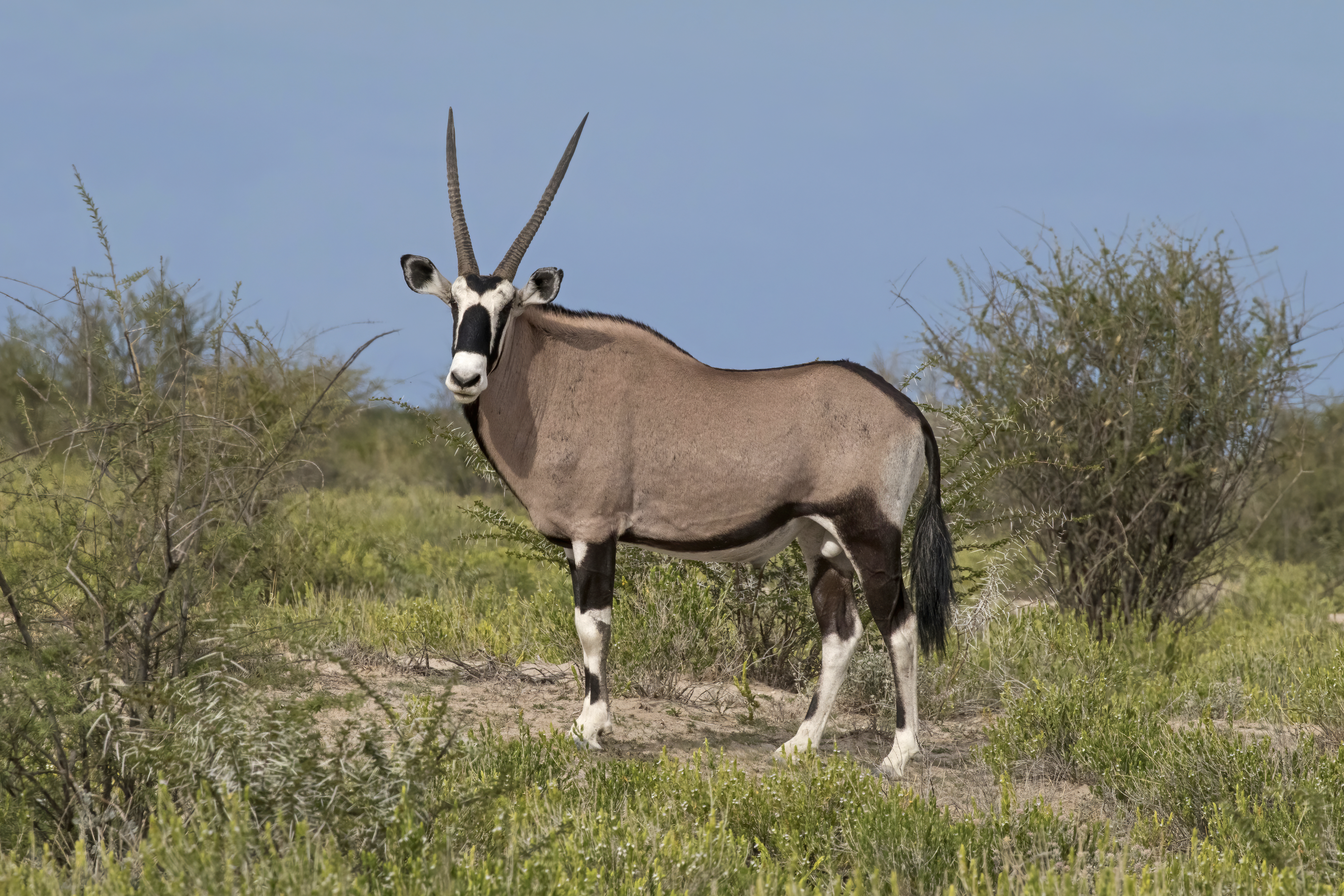
Parque Etosha, Namíbia
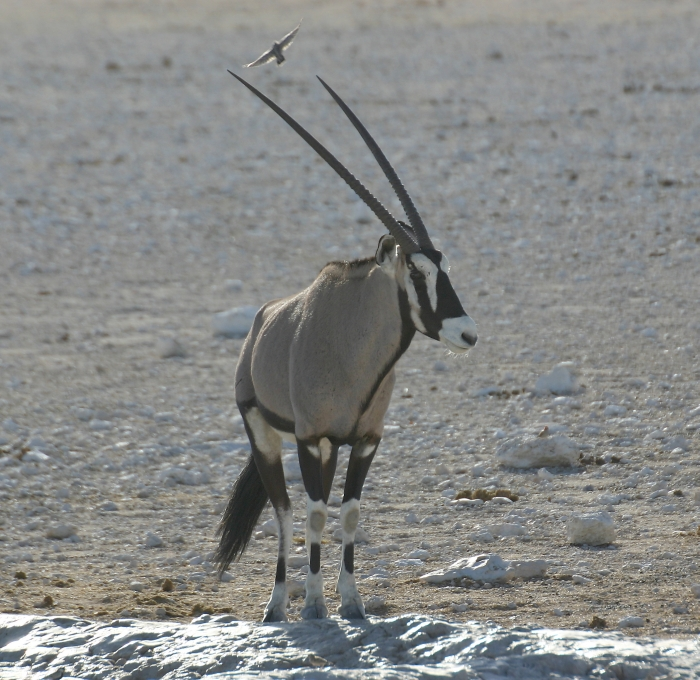
Parque Etosha, Namíbia
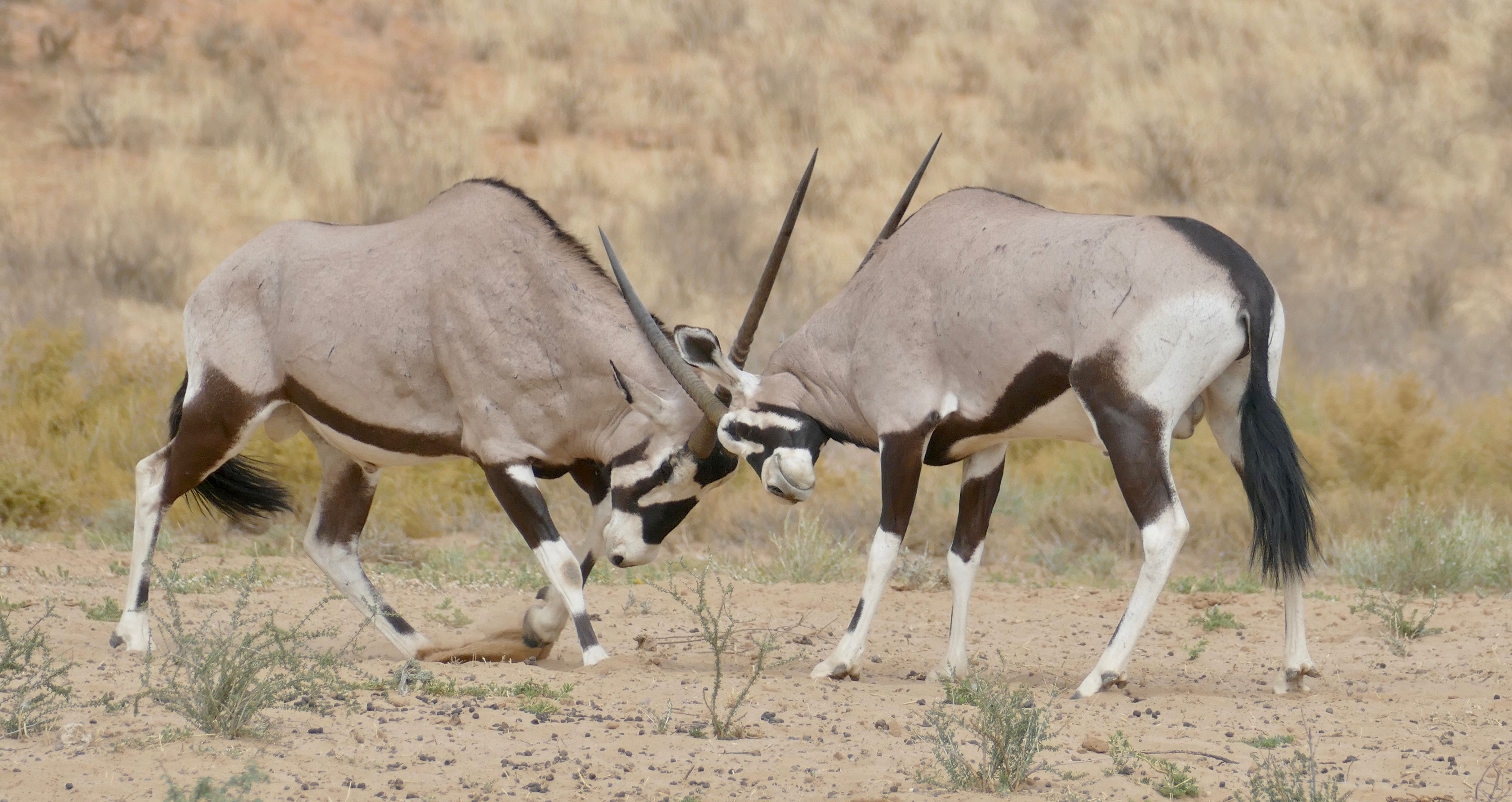
Dois órixs sul africanos.
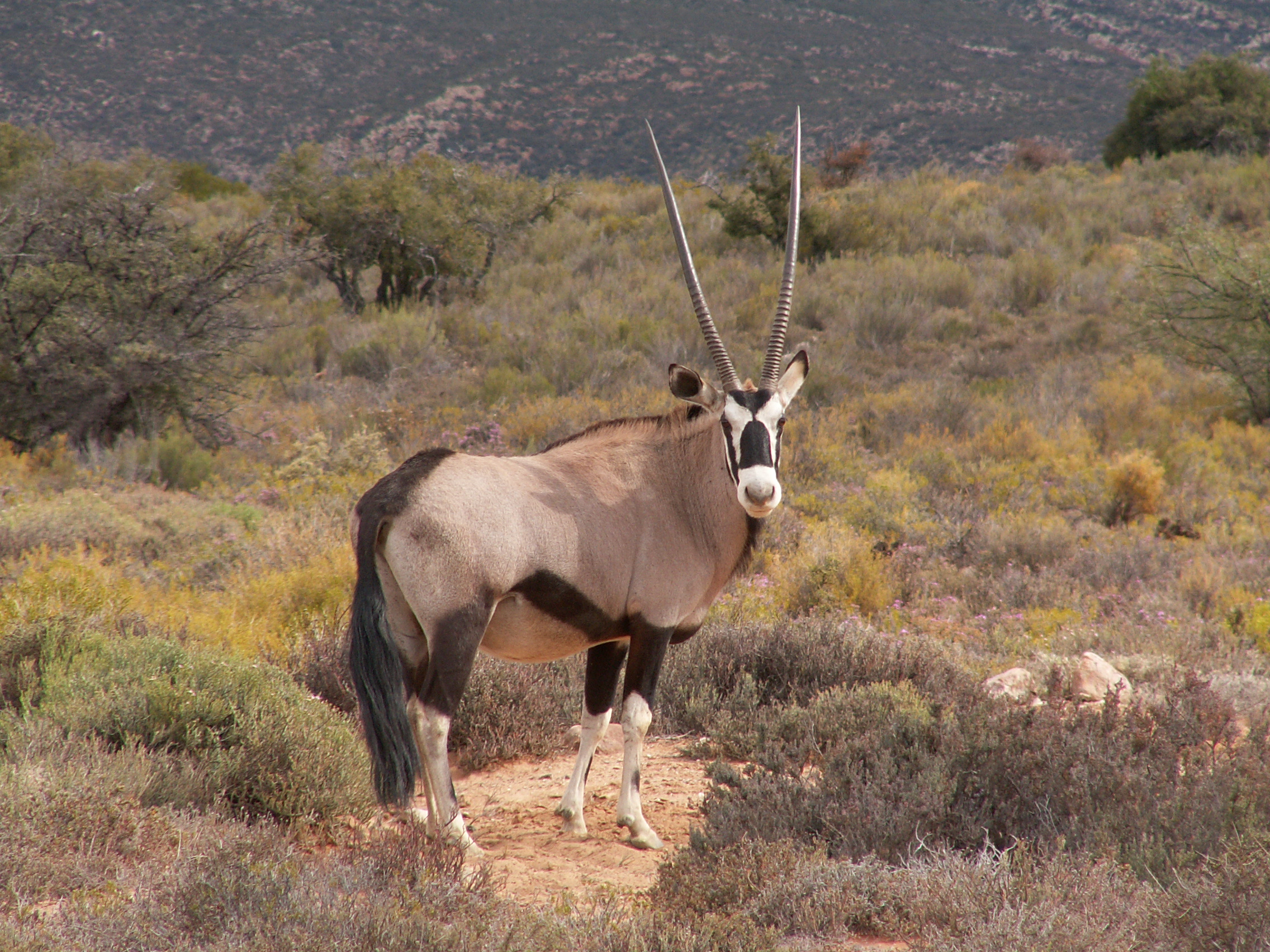
Parque Anysberg, África do Sul